# Гебхард фон Шраплау-Алслебен
Гебхард фон Шраплау-Алслебен (на немски: Gebhard von Schraplau, Herr zu Alsleben; † ок. 1410/1415) от фамилията фон Кверфурт-Шраплау/Мансфелд е господар на Алслебен (1403) в Саксония-Анхалт, споменат в документи от 1355 до 1410 г.
Той е син на Бурхард IX фон Ветин „Млади“ († сл. 1365) и съпругата му Гербург фон Бланкенбург († сл. 1322), дъщеря на граф Хайнрих III фон Бланкенбург († 1330) и София фон Хонщайн († 1322). Внук е на Бурхард II/VI, наричан „Лапе“, господар на Шраплау († сл. 1303) и фон Лобдебург-Арншаугк, дъщеря на граф Ото IV фон Лобдебург-Арншаугк († 1289) и на фон Шварцбург-Бланкенбург († 1289), дъщеря на граф Гюнтер VII фон Шварцбург-Бланкенбург († сл. 1274). Правнук е на бургграф Бурхард VI фон Кверфурт († 1254/1258) и бургграфиня София фон Мансфелд († сл. 1233).
Братята му са Бурхард фон Шраплау-Кверфурт (* пр. 1345; † сл. 1391) и Протце фон Шраплау (* 1334; † сл. 3 април 1395), домхер в Мерзебург и Магдебург (1357), архидякон (1368), елекцтус (1385 – 1386), домпропст в Магдебург (1393). Сестра му София фон Шраплау, господарка на Ветин († сл. 25 юли 1404) е омъжена за Лудвиг III фон Ванцлебен († ок. 1419).

## Фамилия
Гебхард фон Шраплау-Алслебен се жени пр. 15 септември 1370 г. за принцеса Агнес II Саксонска-Витенберг († 1356), дъщеря на курфюрст Рудолф I Саксонски-Витенберг († 1356) и Агнес фон Линдов-Рупин († 1343). Те имат един син:
- Бурхард (Бусе) фон Шраплау-Алслебен, домхер в Магдебург (1412), споменат 1403 – 1412; линията завършва.

Гебхард фон Шраплау-Алслебен се жени втори път сл. 26 януари 1378 г. за Агнес фон Кверфурт († пр. 1399). Бракът е бездетен.
Гебхард фон Шраплау-Алслебен се жени трети път. пр. 1399 г. за Маргарета/Мехтилд фон Мансфелд († ок. 1387/сл.1399), вдовица на граф Гюнтер XIV фон Кефернбург 'Млади' († 1385/1386), дъщеря на Албрехт I фон Мансфелд († 1361/1362) и Хелена фон Шварцбург († 1382)